# فرانس هاسن
فرانس هاسن (هلندی: Frans Maassen؛ زادهٔ ۲۷ ژانویهٔ ۱۹۶۵) دوچرخه‌سوار اهل هلند است.